# Rose (Wisconsin)
Rose – miasto w Stanach Zjednoczonych, w stanie Wisconsin, w hrabstwie Waushara.